# Scraptia cribraria
Scraptia cribraria là một loài bọ cánh cứng trong họ Scraptiidae. Loài này được Champion mô tả khoa học năm 1925.